# Echt kuh-l!
Echt kuh-l! ist der bundesweite Schulwettbewerb des Bundesministeriums für Ernährung und Landwirtschaft (BMEL).Er beschäftigt sich mit dem Thema Ökolandbau und Fragestellungen rund um eine nachhaltige Ernährung. Dabei stellt der Wettbewerb jedes Jahr ein anderes Thema heraus.
„Echt kuh-l!“ basiert auf dem Prinzip des handlungs- und erlebnisorientierten Lernens. Schülerinnen und Schüler der Klassen 3 bis 13 aller Schulformen können teilnehmen. Als Preise winken eine Berlin-Reise mit Preisverleihung und Geldpreise bis zu 1.500 Euro. Gruppen mit mehr als 35 Teilnehmenden oder altersgruppenübergreifende Teams qualifizieren sich für den Schulpreis, besonders inhaltsstarke Beiträge mit wissenschaftlichem Ansatz für den Forschungspreis.
Der Wettbewerb ist eine Maßnahme des Bundesprogramms Ökologischer Landbau. Er knüpft an den im Juni 2012 ausgelaufenen Wettbewerb „Bio find ich kuh-l“ an.

## Themen und Mottos
- 2024–2025 „Tierisch gut! Was kommt in den Bio-Trog?“[5]
- 2023–2024 „Wasser ist wertvoll! Was leistet die Bio-Landwirtschaft?“[6]
- 2022–2023 „Essen macht Schule! Bio, vielfältig und gesund“[7]
- 2021–2022 „Kichern Erbsen? Nicht die Bohne! – Starke Eiweißhelden“[8]
- 2020–2021 „Obst und Gemüse – Bunte Schatzkiste der Natur“[9]
- 2019–2020 „Klima. Wandel. Landwirtschaft. – Du entscheidest!“
- 2018–2019 „Ackern für die Vielfalt“
- 2017–2018 „Vom Gras ins Glas“
- 2016–2017 „Wissen wo’s herkommt – Lebensmittel aus der Region“
- 2015–2016 „Tierwohl – Eine Frage der Haltung!“
- 2014–2015 „Im Boden ist was los!“
- 2013–2014 „Fleißige Bienen & Flinke Brummer – Natur braucht Vielfalt!“
- 2012–2013 „Lebensmittel – zu gut für die Tonne“